# Certificazione di italiano come lingua straniera
La Certificazione di italiano come lingua straniera (CILS) è una certificazione rilasciata dall'università per stranieri di Siena per stranieri che studiano la lingua italiana, suddivisa in diversi livelli di competenza. La certificazione è riconosciuta dal Ministero degli affari esteri ed è spesso usata per attestare la conoscenza dell'italiano adeguata per l'iscrizione all'università in Italia.

## Origine
L'origine della certificazione CILS si ritiene che risalga al 1588, quando il granduca di Toscana Ferdinando I de' Medici creò una scuola per l'insegnamento dell'italiano toscano per studenti tedeschi. Successivi movimenti per la diffusione della lingua italiana e della cultura italiana sono stati istituiti e promossi durante la storia. L'Università per stranieri di Siena, per mezzo del Centro CILS, guidato dalla Prof.ssa Monica Barni, si occupa di creare, distribuire e correggere gli esami del CILS oggi.

## Struttura della certificazione
La certificazione è rilasciata al compimento di un particolare livello del Quadro comune europeo di riferimento per la conoscenza delle lingue del Consiglio europeo. Perciò sei livelli di difficoltà crescente rappresentano l'esame necessario per l'ottenimento del certificato. L'esame per principianti è al livello A1, mentre il livello più avanzato è il C2. È simile alle certificazioni DELF e DALF usati per attestare la conoscenza della lingua francese. Gli esami coprono tutti i più importanti elementi nell'apprendimento di una lingua: parlato, lettura, produzione scritta, conoscenza delle strutture della comunicazione e ascolto.

## Livelli di certificazione
- CILS Uno: il primo livello (B1), per il quale è necessario passare un esame di tre ore per testare la conoscenza dell'italiano di base.
- CILS Due: il secondo livello (B2) è caratterizzato da un esame di quattro ore con un aumento di difficoltà. Questo livello è considerato quello che dimostra un'abilità buona nel conversare in italiano ed è il livello minimo necessario per poter accedere ad un'università italiana senza dover dare l'esame obbligatorio di lingua.
- CILS Tre: il terzo livello (C1) è ancora più difficile e rappresenta un'elevata competenza nel parlare italiano. Il candidato deve superare un esame di cinque ore per ricevere questo livello di certificazione.
- CILS Quattro: il quarto livello (C2) è il più alto della CILS. Dopo aver passato con successo questo esame della durata di cinque ore e mezza, il candidato è considerato competente in lingua italiana come un madrelingua.

## Requisiti
Non ci sono requisiti e l'iscrizione alla certificazione CILS è aperta a tutti (italiani residenti all'estero e persone non parlanti italiano) che desiderano convalidare la loro conoscenza dell'italiano. Sono ammessi candidati di ogni età.

## Procedura
Per dare l'esame, i candidati devono registrarsi e pagare un prezzo che varia in base al paese di residenza, successivamente potranno sostenere l'esame in un centro certificato. Quando un esame è completo, l'università per stranieri di Siena lo valuta, seguendo le linee guida dell'Unione europea, assegnando il livello appropriato di certificazione qualora il candidato raggiunge almeno il punteggio minimo richiesto. Gli esami normalmente hanno luogo ogni anno, a giugno e a dicembre.
Molti centri in tutto il mondo, tra cui l'università per stranieri di Siena, organizzano lezioni e guide preparatorie per affrontare il rigore degli esami.